# Guidobald von Welsperg

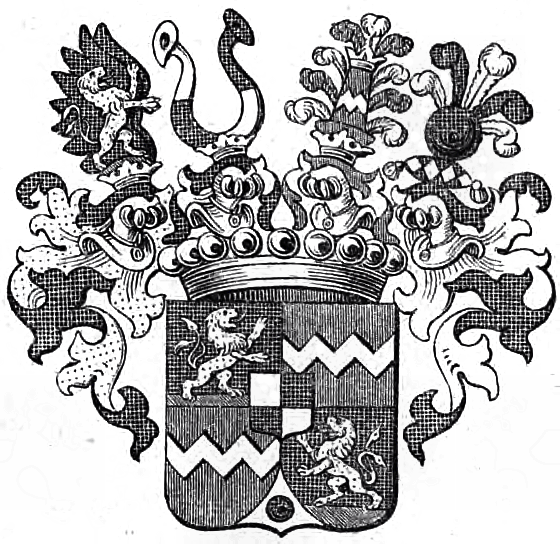
Wappen der Grafen von Welsperg, Primör und Raitenau

Guidobald Anastasius Freiherr Welsperg von Primör und Raitenau (* 1655; † 1731) war ein Tiroler Adliger, Kämmerer und Berater Kaiser Leopolds I., der ihn 1693 in den Reichsgrafenstand erhob.

## Herkunft
Er stammte aus dem Tiroler Uradelsgeschlecht Welsperg. Seine Eltern waren der Hauszeugmeister Christoph Sigmund Freiherr von Welsperg (1625–1675) und Maria Anna Katharina geb. Gräfin von Raitenau (1631–1658), Tochter von Wolf Dietrich II. Graf von Raitenau und Maria Jakobea geb. Gräfin von Raitenau, Witwe von Georg Ernst Graf von Hohenzollern-Sigmaringen (1585–1625). Seit ca. 1500 führte seine Familie den Titel eines Erbmarschalls des Hochstiftes Brixen, sowie seit 1568 eines Erblandküchen- und Stabelmeisters.   

## Lebenslauf
1671 erbte Guidobald von Welsperg nach Aussterben der Grafen von Raitenau Schloss und Herrschaft Langenstein. Da er noch unmündig war, stand er und seine Geschwister bis 1677 unter Vormundschaft. Von 1675 bis 1676 unternahm er eine ausgedehnte Italienreise. Seit 1679 verwaltete er als österreichischer Landvogt die Grafschaft Nellenburg, zu der Langenstein gehörte. 1693 wurde er Pfandherr der Gerichte Laudegg und Naudersberg, welche seine Frau Maria Ursula geb. Freiin von Spaur und Flavon von ihrem Vater Johann Freiherr von Spaur und Flavon erbte. Kaiser Leopold I. ernannte seinen Berater zum Kämmerer und oberösterreichischen Regimentsrat. Am 15. April 1693 wurde Guidobald von Welsperg und seine Nichte Johanna Felicitas in den erbländisch-österreichischen Grafenstand mit der Anrede „Hoch- und Wohlgeboren“ erhoben, damit verbunden erhielt er eine Wappenbesserung mit dem erledigten Wappen der Raitenau. Am 11. September 1697 belehnte ihn Kaiser Leopold I. mit Liegenschaften in Volkertshausen. Mit dem Betrieb eines Eisenhammerwerkes und einer Papiermühle trug er maßgeblich zur wirtschaftlichen Entwicklung der Region bei. Seit 1701 führte er die Würde eines kaiserlichen Geheimrates. Am 9. Januar 1709 kam es zwischen dem Grafen und Vorderösterreich um die Hammerschmiede zu Volkertshausen zu einem Vergleich. Nach seinem Tode fiel der Güterbesitz an seinen Sohn Joseph Karl Guidobald von Welsperg, der sich jedoch selten in Langenstein aufhielt.    

## Familie

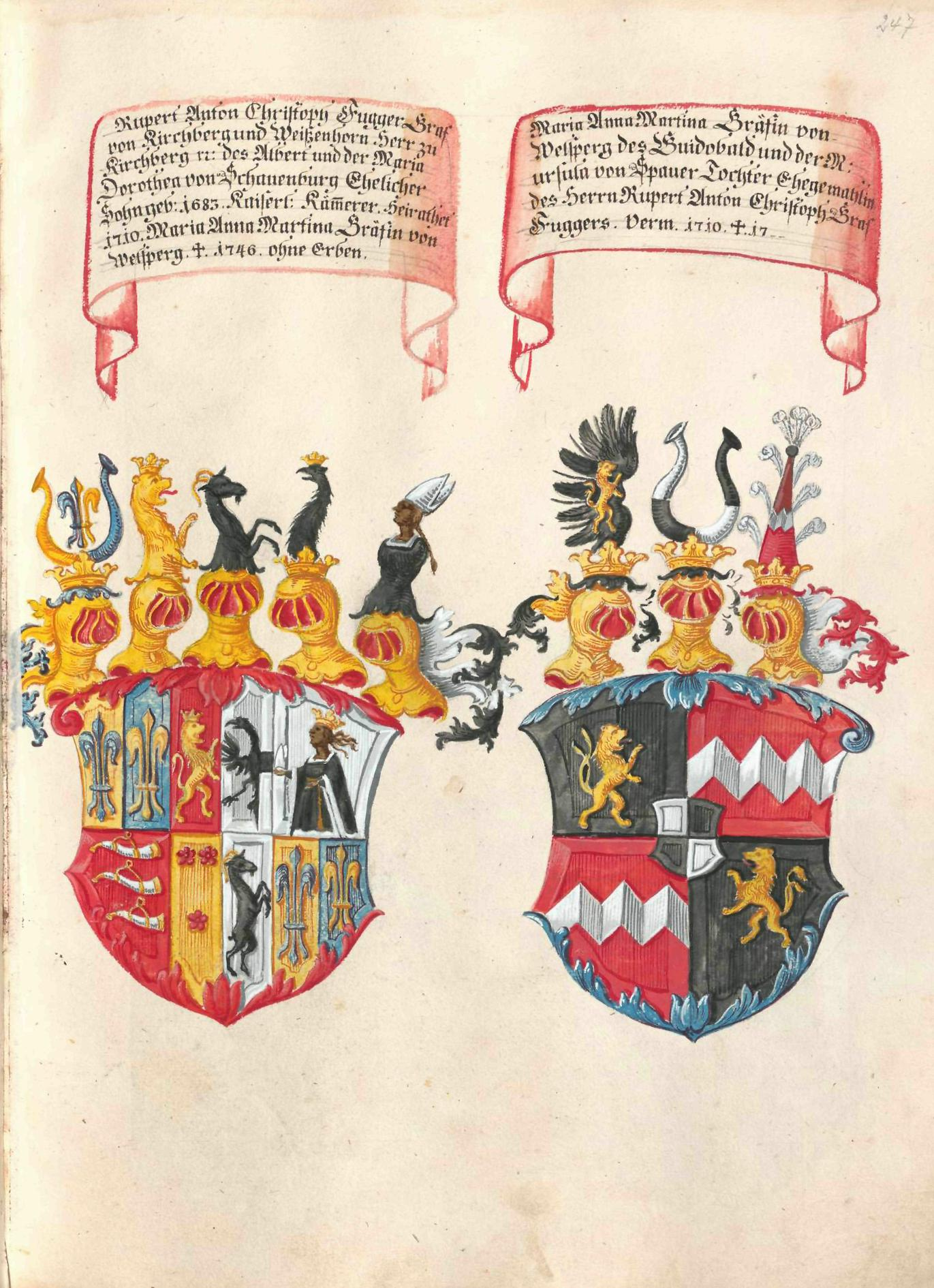
Wappen von Anton Christoph Fugger von Kirchberg und Maria Anna Martina von Welsperg aus dem Geheimen Ehrenbuch der Fugger

Guidobald von Welsperg heiratete 1677 Maria Ursula von Spaur und Flavon (1658–1731). Aus der Ehe gingen folgende Kinder hervor:
- Joseph Karl Guidobald von Welsperg (* 21. Februar 1678; † 23. Februar 1723); ⚭ 1.) Violanta Fugger von Kirchberg; ⚭ 2.) Johanna von Rost
- Maria Anna Martina von Welsperg (* 27. Januar 1683; † 1770 in Augsburg); ⚭ Anton Christoph Fugger von Kirchberg
- Maria Karolina von Welsperg (* 1690); ⚭ Josef Anton Hendl von Goldrain

### Vorfahren
| Guidobald Anastasius von Welsperg | Christoph Sigmund von Welsperg    | Sigmund Wolf von Welsperg       | Sigmund Johann II. von Welsperg    |
| Guidobald Anastasius von Welsperg | Christoph Sigmund von Welsperg    | Sigmund Wolf von Welsperg       | Klara von Hohenems                 |
| Guidobald Anastasius von Welsperg | Christoph Sigmund von Welsperg    | Helena von Wolkenstein-Rodenegg | Christoph von Wolkenstein-Rodenegg |
| Guidobald Anastasius von Welsperg | Christoph Sigmund von Welsperg    | Helena von Wolkenstein-Rodenegg | Ursula di Madruzzo                 |
| Guidobald Anastasius von Welsperg | Maria Anna Katharina von Raitenau | Wolf Dietrich II. von Raitenau  | Hans Rudolf von Raitenau           |
| Guidobald Anastasius von Welsperg | Maria Anna Katharina von Raitenau | Wolf Dietrich II. von Raitenau  | Maria Sidonia von Welsperg         |
| Guidobald Anastasius von Welsperg | Maria Anna Katharina von Raitenau | Maria Jakobea von Raitenau      | Jakob Hannibal von Raitenau        |
| Guidobald Anastasius von Welsperg | Maria Anna Katharina von Raitenau | Maria Jakobea von Raitenau      | Kunigunde Gremlich von Jungingen   |